# Bartolomeo Vivarini

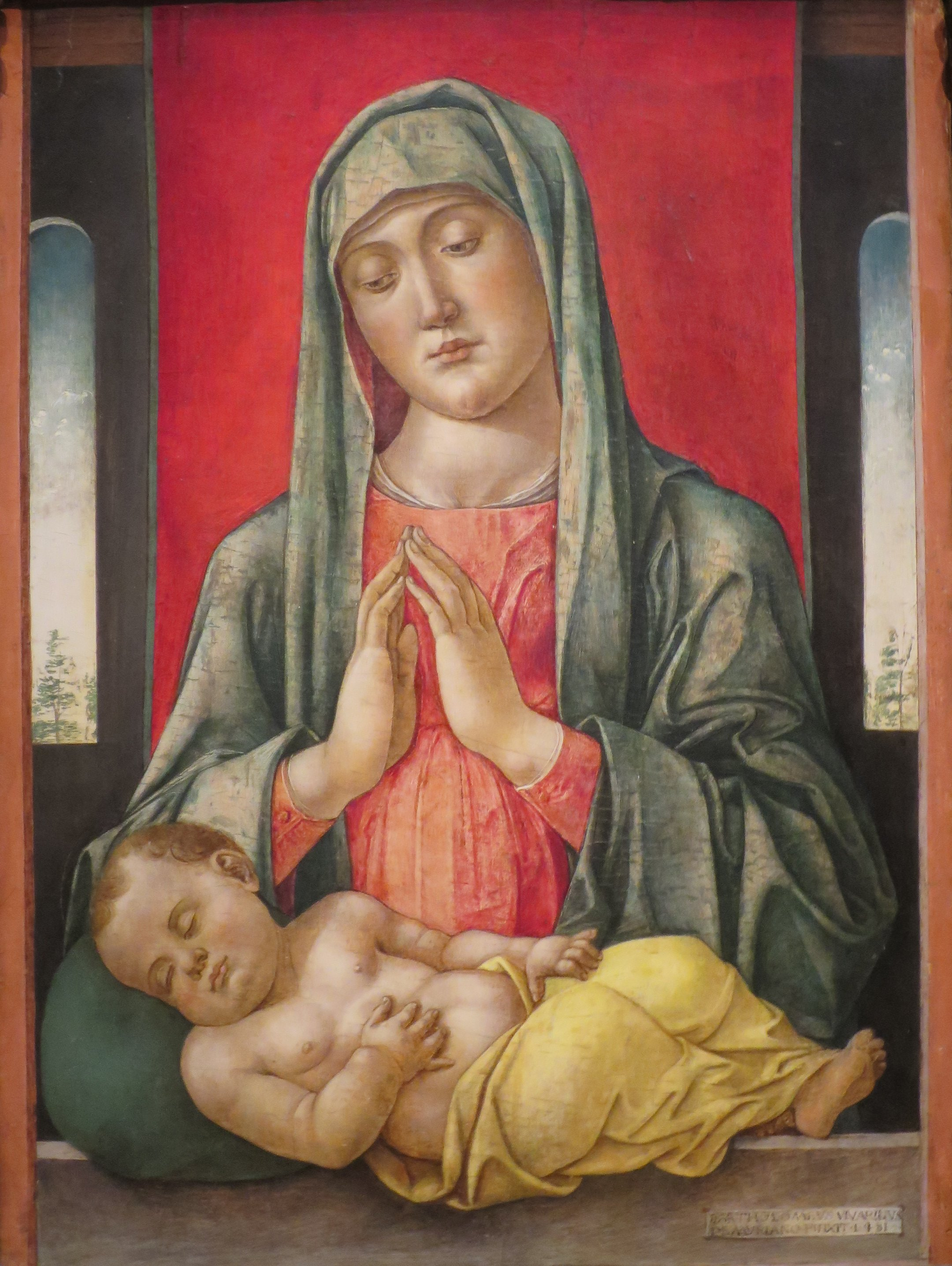
Madonna mit Kind, Tempera auf Holz, 1481, Fine Arts Museums, San Francisco

Bartolomeo Vivarini, auch Bartolommeo Vivarini oder Bartolommeo da Murano genannt, (* um 1432 in Murano; † um 1499 ebenda (?)) war ein italienischer Maler des Quattrocento, des 15. Jahrhunderts.

## Leben

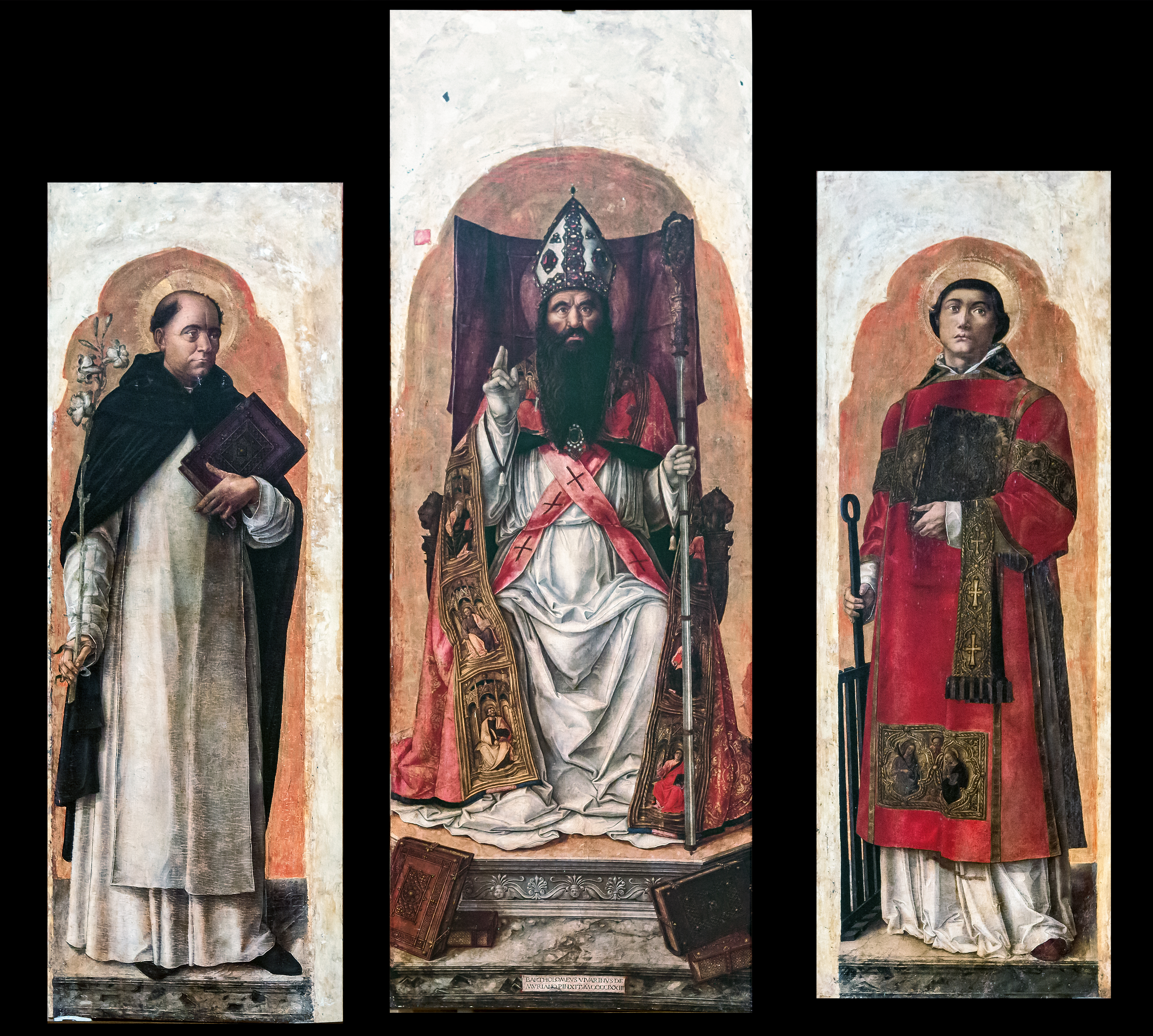
Hl. Augustinus flankiert von den Heiligen Dominikus und Laurentius, Öl auf Holz, 1473, San Zanipolo, Venedig

Vivarini hat nachweislich in den Jahren zwischen 1450 und 1499 gearbeitet. Sein Bruder Antonio Vivarini und dessen Sohn Alvise Vivarini waren ebenfalls Maler. Alvise kann sogar sein Schüler gewesen sein. 
Die meisten der Werke von Bartolomeo Vivarini wurden in Tempera gemalt, doch übernahm er wie viele venezianische Maler seiner Zeit auch die neue Technik der Ölmalerei von Antonello da Messina, der sich von etwa 1474 bis 1476 in Venedig aufgehalten hat. Vivarini soll 1473 das erste Ölgemälde in Venedig gemalt haben, den neunteiligen Altar in der Basilika San Zanipolo. Auf diesem Altarbild ist Augustinus von Hippo nebst anderen Heiligen dargestellt. Bartolomeos letztes datiertes Werk ist ein Triptychon aus dem Jahr 1491. Alvise Vivarini führte die Familienwerkstatt nach Bartolomeos Tod weiter.
Seine Werke sind heute in Kirchen Venedigs und Italiens zu bewundern.  Weitere von ihm geschaffene Bilder werden in Museen rings um den Globus gezeigt, die Nationalgalerie Berlin hat eines der Werke des Malers 1945 beim Brand des Flakbunkers in Berlin-Friedrichshain verloren.

## Bilder in italienischen Kirchen
- Santa Maria Gloriosa dei Frari, Venedig: Der heilige Markus, Altarbild in der Cappella Corner.
- Santa Maria Formosa, Venedig: Triptychon der Barmherzigkeit
- Santo Stefano, Venedig: Heiliger Laurentius, 1460/1470.
- Santi Giovanni e Paolo, Venedig: Triptychon des Hl. Augustinus zwischen dem Hl. Dominikus und dem Hl. Lorenz, 1473.
- Sant’Eufemia: Giudecca, Venedig: San Rocco, 1480.
- Modugno (Apulien): Kirche Maria Santissima Annunziata, L’Annunciazione, bis 2002 in der Pinacoteca provinciale di Bari, 1472.
- Polignano a Mare, Provinz Bari, Apulien: Kirche Santa Maria Assunta, Madonna mit Kind und Heiligen.
- Zumpano, Kalabrien: San Giorgio, Triptychon

## Galerie

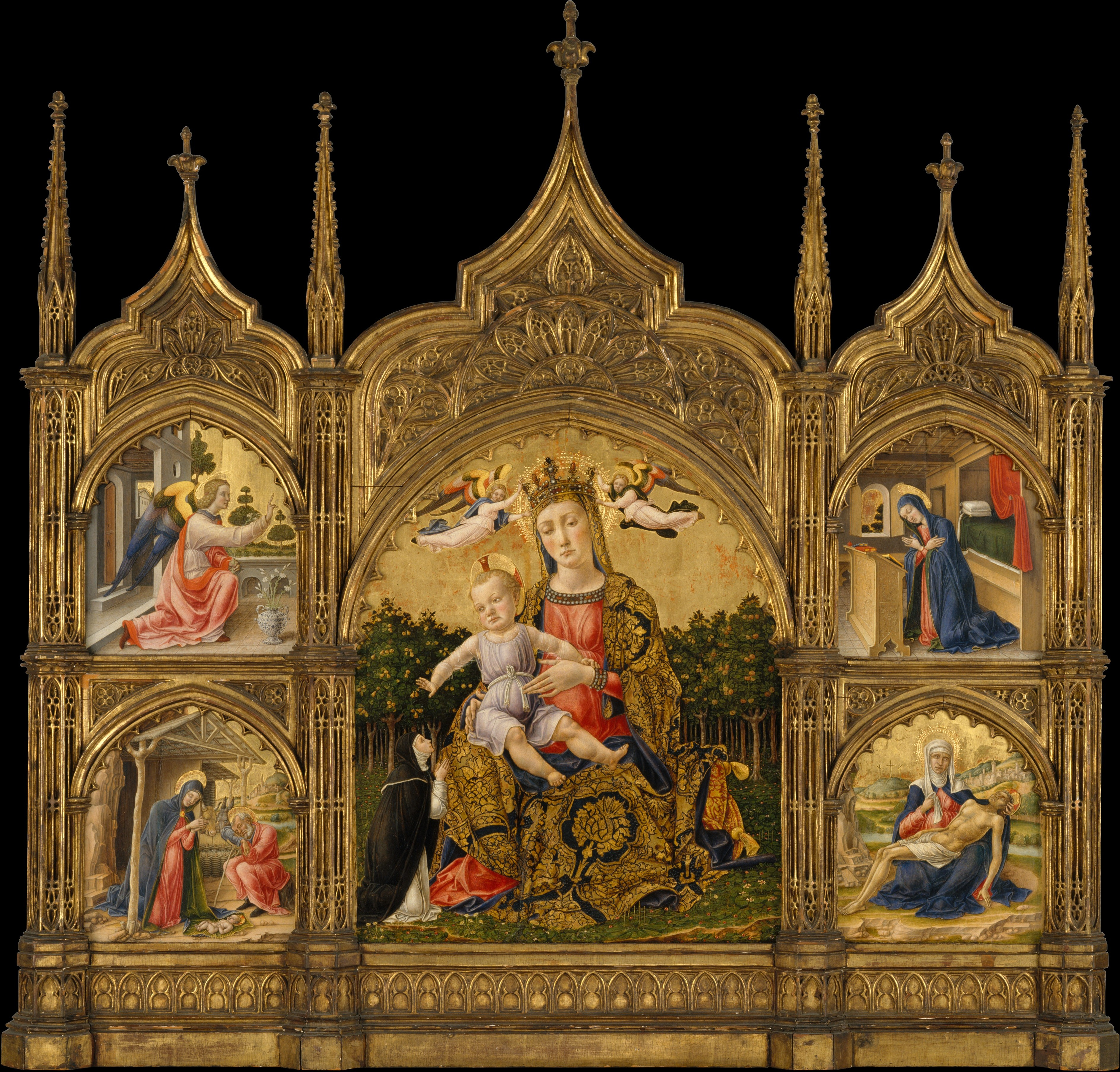
Madonna dell’Umiltá, Verkündigung, Geburt und Pietà, Tempera und Gold auf Holz, um 1465, Metropolitan Museum of Art, New York
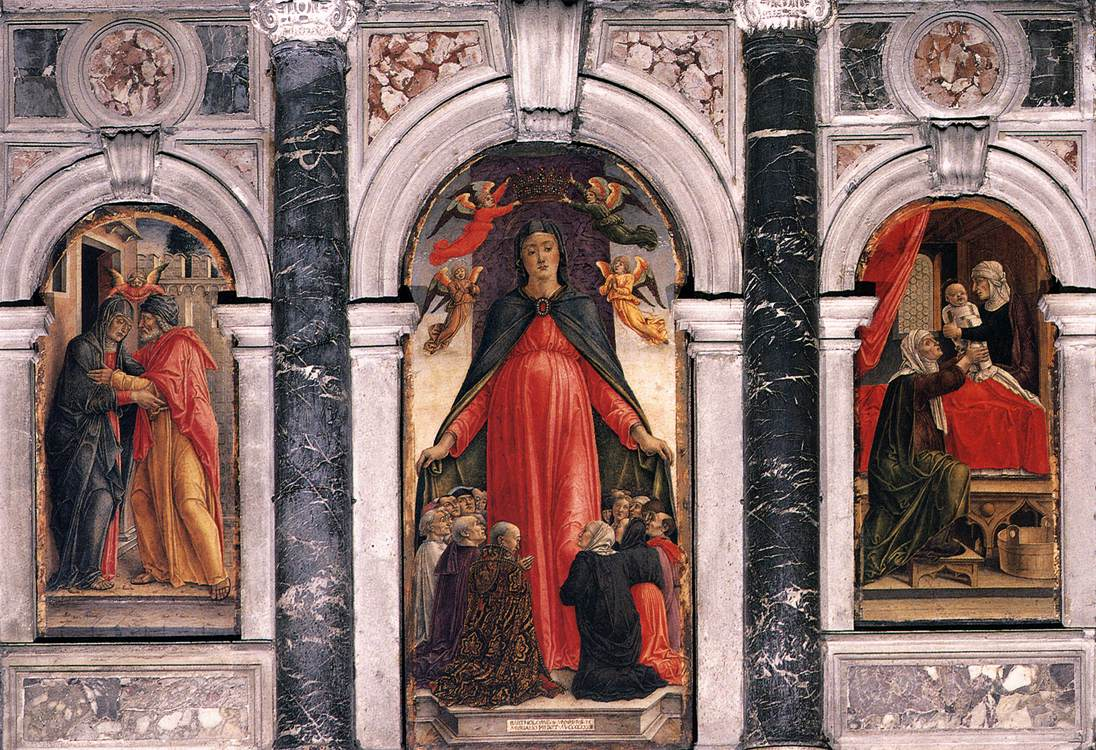
Triptychon von Santa Maria Formosa (Schutzmantelmadonna), Tempera auf Holz, 1473 (Marmordekor später), Santa Maria Formosa, Venedig
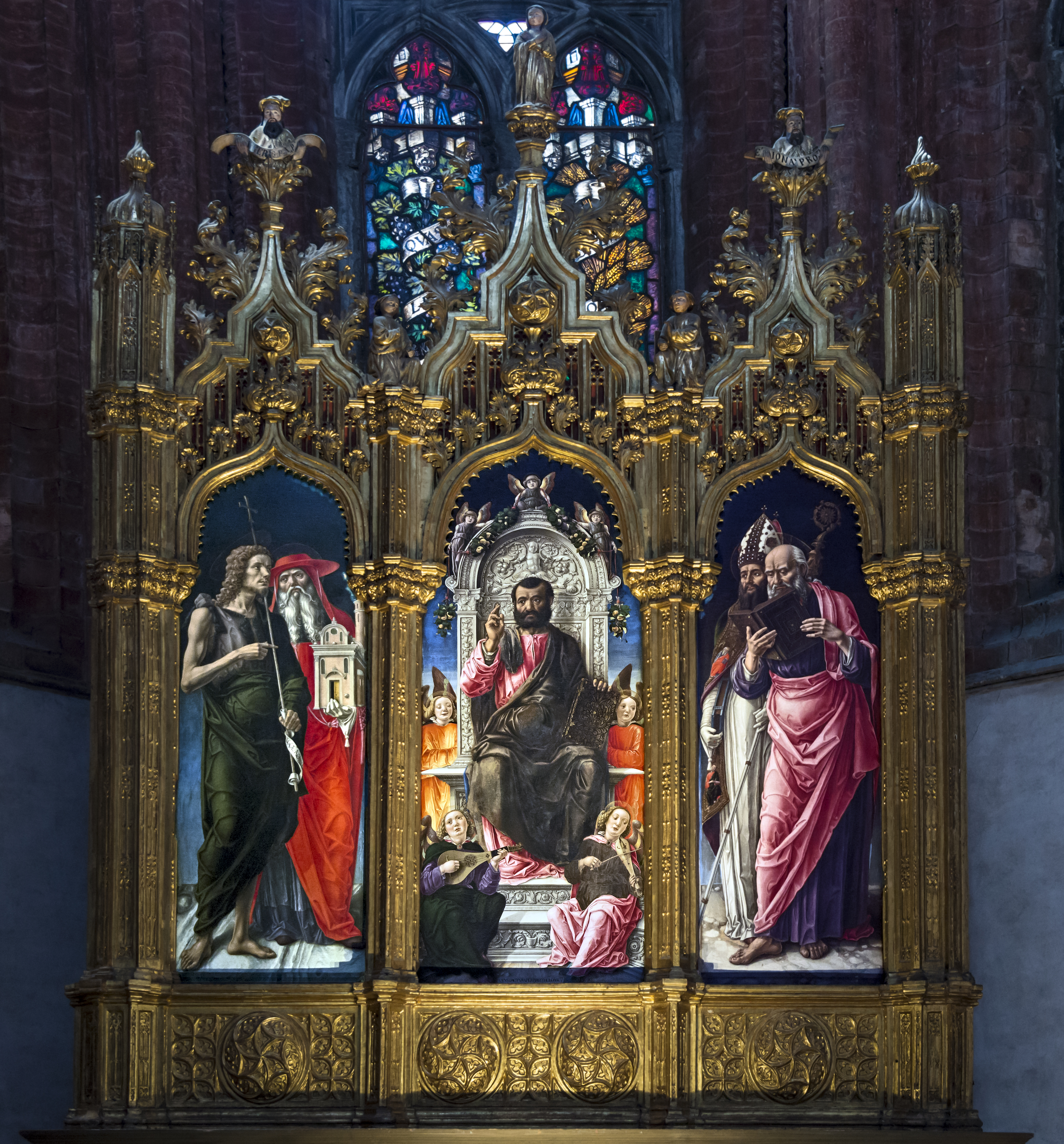
Pala des Hl. Markus, Tempera auf Holz, 1474, Cappella Corner, Santa Maria Gloriosa dei Frari, Venedig